# Campionatul Regional de Fotbal al României 1928-1929
Sezonul 1928-1929 al Campionatului Regional a fost cea de-a 8-a ediție a Campionatului Regional de Fotbal al României. Dintre campioanele regionale Victoria Constanța nu a participat la turneul national, iar Colțea Brașov a devenit și campioana României.

## Format
S-a menținut numărul de ligi (5) dar cu 17 serii. Dispar seriile: Valea Jiului, Bistrița și Turda, reapare seria Constanța .
Iată configurația ligilor regionale.
Sud:    Brăila | București | Constanța | Galați | Prahova
Vest:   Arad | Oltenia | Timișoara
Nord:   Cluj | Oradea | Satu Mare
Centru: Brașov | Mureș | Sibiu
Est:    Cernăuți | Chișinău | Iași
Seria în litere cursive nereprezentată la Faza Națională.

## Liga Sud - București | Prahova | Galați | Brăila

### București

#### Clasament Final
```
1.
Venus București
                    10   7  2  1  18-10  16  (C)
2.Juventus București                 10   6  1  3  38-25  13
3.Olympia București                  10   5  1  4  25-15  11
4.Unirea Tricolor București          10   4  2  4  23-21  10
5.Maccabi București                  10   5  0  5  13-12  10
6.Sportul Studențesc București       10   0  0 10  11-45   0
```

### Prahova
Campioni: Tricolor Ploiești
Alți participanți:
```
  Prahova Ploiești
  Gloria Ploiești
  Avântul Buzău
  U.F. Ploiești
  Victoria Ploiești
```

### Galați
Campioni: Dacia Vasile Alecsandri Galați
Alți participanți:
```
  Șoimii Galați 
  Gloria Galați
```

### Brăila
Campioni: Dacia Unirea Brăila
Alți participanți:
```
  Franco Româna Brăila
  Victoria Tinerii Brăila
```

NB: Dacia și Unirea au fuzionat în Dacia Unirea înainte de începerea sezonului.

### Constanța

#### Clasament Final
```
1.
Victoria Constanța
                  3   2  1  0  12- 4   7
2.Kiazim Abdulah Constanța            3   1  1  1   4- 8   4
3.Marina Constanța                    3   0  2  1   5- 6   2
4.Elpis Constanța                     3   1  0  2   3- 6   2
```

NB: Constanța nu a fost reprezentată la etapa națională.

## Liga Vest - Oltenia | Arad | Timișoara

### Oltenia

#### Clasament
```
1.
Generala Craiova
                    8   6  0  2  20- 6  12  (C)
2.Craiu Iovan Craiova                 8   5  0  3  24-13  10
3.Rovina Grivița Craiova              8   5  0  3  18-12  10
4.Oltul Slatina                       8   4  0  4  16-13   8
5.Fulgerul C.F.R. Craiova             8   0  0  8   2-40   0
-.Răsăritul Caracal                  retras; resultatele annulate;
  linia de clasament la retragere     4   0  0  4   7- 6   0
```

NB: Golaveraj total -4; înainte de retragerea lor, Răsăritul avea, se pare, mai multe meciuri unde s-au acordat înfrângeri împotriva lor fără ca golurile să fie modificate.

### Timișoara

#### Clasament Final
```
1.
Banatul Timișoara
                  18  13  3  2  60-19  29  (C)
2.C.A. Timișoara                     18  11  2  5  50-26  24
3.Chinezul Timișoara                 18   9  6  3  45-28  24
4.R.G.M. Timișoara                   18   9  5  4  36-18  23
5.Politehnica Timișoara              18   7  7  4  30-26  21
6.U.D. Reșița                        18   6  3  9  27-31  15
7.S.S. Jimbolia                      18   5  4  9  25-38  14
8.Rapid Timișoara                    18   3  7  8  27-48  13
9.Kadima Timișoara                   18   3  4 11  18-50  10
10.Frațelia Timișoara                18   2  3 13  21-55   7
```

### Arad

#### Clasament Final
```
1.
Gloria CFR Arad
                 14  11  2  1  81-22  24  (C)
2.C.A. Arad                          14   9  2  3  60-17  20
3.A.M.E.F. Arad                      14   7  4  3  35-25  18
4.S.G. Arad                          14   6  2  6  25-22  14
5.Tricolor Arad                      14   7  0  7  36-40  14
6.C.F.R. Simeria                     14   6  1  7  49-39  13
7.Olympia Micălaca                   14   3  2  9  21-68   8
8.Voința Victoria Arad               14   0  1 13   8-82   1
-.Jiul Lupeni                        retras
```

## Liga Nord -  Oradea | Satu Mare| Cluj | Bistrița | Turda

### Oradea
Campioni: Stăruința Oradea
Alți participanți:
```
  C.A. Oradea
  Crișana Oradea
  S.C. Salonta
  Macabi Oradea
```

### Satu Mare
Campioni: Stăruința Satu Mare
Alți participanți:
```
  Olimpia Satu Mare
  R.G.M. Satu Mare
  Bar Kochba Satu Mare
  S.C. Sighet Marmației
  Unirea Satu Mare
```

### Cluj

#### Clasament
```
1.
România Cluj
                        7   6  1  0  34- 7  13
2.C.A. Cluj                           6   5  1  0  12- 0  11
3.Universitatea Cluj                  7   4  0  3  16-10   8
4.M.S.C. Cluj                         7   2  1  4  13-16   5
5.R.M.S. Cluj                         7   2  1  4   5-19   5
6.Haggibor Cluj                       7   2  1  4   3-23   5
7.C.F.R. Cluj                         6   2  0  4   5- 8   4
8.Industria Sârmei Câmpia Turzii      5   0  1  4   2- 7   1
```

NB: România Cluj campioni și calificați.

## Liga Centru - Mureș | Sibiu | Brașov

### Mureș
Campioni : Mureșul Târgu Mureș
Alți participanți:
```
  Nitrogen Târgu Mureș
  Dacia Diciosânmartin
  S.C. Târgu Mureș
  C.E.C. Aiud
  R.G.M. Târgu Mureș
```

NB: Diciosânmartin a fost redenumit Târnăveni în 1943

### Sibiu

#### Clasament
```
1.
Unirea Alba Iulia
                   6   5  1  0  18- 9  11
2.S.G. Sibiu                          6   3  2  1  17-23   8
3.
Șoimii Sibiu
                        7   2  3  2  20-10   7  (C)
4.S.S. Sibiu                          7   2  3  2  20-17   7
5.Amateur Mediaș                      7   3  0  4  13- 8   6
6.R.G.M. Sibiu                        5   0  0  5   2-23   0
-.S.S. Vâlceana Râmnicu Vâlcea       retras
-.Aripa Mediaș                       retras
```

NB: O victorie mai mult decât o înfrângere; număr impar de remize.
NB: Șoimii Sibiu campioni și calificat.

### Brașov

#### Clasament
```
1.
Colțea Brașov
                       7   7  0  0  23- 4  14  (C)
2.R.G.M. Brașov                       8   6  1  1  20- 7  13
3.Olympia Brașov                      8   4  2  2  20-14  10
4.Harghita Odorhei Secuiesc           7   4  1  2  13-12   9
5.Ivria Brașov                        8   3  1  4  14-12   7
6.Brașovia Brașov                     8   2  3  3  14-13   7
7.Industria Aeronautică Română Brașov 8   2  0  6  19-23   4
8.Unirea Sighișoara                   8   1  1  6  10-30   3
9.C.F.R. Brașov                       8   0  3  5   8-26   3
```

NB: A doua jumătate a sezonului a început, dar aparent a fost anulată; meciul rămas în prima repriză aparent nu a fost trecut din cauza irelevantei.

#### Tabel raportat (în a doua jumătate a sezonului):
```
1.
Colțea Brașov
                      10  10  0  0  37- 6  20
2.R.G.M. Brașov                      10   7  1  2  23-11  15
3.Olympia Brașov                      9   5  2  2  23-14  12
4.Brașovia Brașov                    10   3  4  3  18-14  10
5.Harghita Odorhei Secuiesc           8   4  1  3  14-15   9
6.Ivria Brașov                        9   3  1  5  14-15   7
7.I.A.R. Brașov                       9   3  0  6  21-24   6
8.Unirea Sighișoara                  10   1  2  7  11-40   4
9.C.F.R. Brașov                       8   0  3  5   7-25   3
```

NB: Mai multe victorii decât înfrângeri; număr impar de meciuri; diferență totală de goluri +4.

## Liga Est - Cernăuți | Iași | Chișinău

### Cernăuți

#### Clasament Final
```
1.
Dragoș Vodă Cernăuți
               12   9  0  3  23-14  18  (C)
2.Hakoah Cernăuți                    12   6  3  3  26-14  15
3.Maccabi Cernăuți                   12   6  2  4  24-21  14
4.Dowbusch Cernăuți                  12   5  3  4  18-16  13
5.Jahn Cernăuți                      12   4  2  6  25-27  10
6.Polonia Cernăuți                   12   4  0  8  15-28   8
7.Muncitorii Cernăuți                12   3  0  9  17-28   6
```

### Iași

#### Clasament
```
1.
Victoria Iași
                       2   2  0  0   8- 0   4  (C)
2.Concordia Iași                      2   0  1  1   3- 5   1 
3.Hakoah Iași                         2   0  1  1   3- 9   1 
```

### Chișinău

#### Clasament Final
```
1.
Mihai Viteazul Chișinău
             4   3  1  0  13- 3   7  [g.a. 4.33]  (C)
2.Sporting Chișinău                   4   3  1  0  22-11   7  [g.a. 2.00]
3.Grafica Chișinău                    4   1  1  2   9-15   3
4.Hakoah Chișinău                     4   1  0  3   5-18   2
5.Mihai Viteazul Tighina              4   0  1  3   4- 6   1
```